# Girls in Hawaii
Girls In Hawaii er et belgisk indiepopband.
Girls in Hawaii har to udgivelser ude i Danmark; debuten From Here To There (2006) og Plan Your Escape (2008). 

## Medlemmer
- Antoine – vokal
- Lionel – guitar/vokal
- Brice – guitar
- Christophe – klaver/synth/guitar
- Daniel – bas
- Denis – trommer